# Подкорытова (Челябинская область)
Подкорытова — деревня в Каслинском районе Челябинской области России. Входит в состав Шабуровского сельского поселения.

## География
Находится на берегу озера Юлаш, примерно в 59 км к северо-востоку от районного центра, города Касли, на высоте 217 метров над уровнем моря.

## История
Подкорытова была основана государственными крестьянами на территории Багарякской слободы в начале XVIII века. Происхождение топонима связано с фамилией одного из первых поселенцев. В период коллективизации, в 1929 году, в деревне был организован колхоз «Красная армия», который в 1952 году вошёл в состав колхоза имени М. Горького, а в 1960 году — в состав совхоза имени Свердлова. 
Часть деревни была снесена в 60-е годы из-за включения её в так называемый след «Маяка». После обнаружения ошибки снос домов и переселение жителей было остановлено, к тому моменту осталась только одна из двух ранее существовавших улиц (ул. Жукова).

## Население
| 2002 | 2010 |
| ---- | ---- |
| 13   | ↘12  |

По данным Всероссийской переписи, в 2010 году численность населения деревни составляла 12 человек (4 мужчин и 8 женщин).

## Улицы
Уличная сеть деревни состоит из одной улицы (ул. Жукова).